# Tambak (Indramayu)
Tambak is een bestuurslaag in het regentschap Indramayu van de provincie West-Java, Indonesië. Tambak telt 1819 inwoners (volkstelling 2010).